# Бригадный подряд (альбом)
«Бригадный подряд» или «1986» — дебютный альбом группы «Бригадный подряд», выпущенный в 1986 году в виде магнитоальбома, а в 2006 году — официально. Изначально альбом назывался «Бригадный подряд», но при переиздании название было изменено.

## Список композиций
Слова и музыка всех песен — группа «Бригадный подряд».
| №   | Название                  | Длительность |
| --- | ------------------------- | ------------ |
| 1.  | «Трезвость — норма жизни» | 1:21         |
| 2.  | «Кошечка»                 | 1:29         |
| 3.  | «Семнадцать лет»          | 1:32         |
| 4.  | «Сверхмужик»              | 1:46         |
| 5.  | «Ни гугу»                 | 2:01         |
| 6.  | «Режь серп, бей молот!»   | 1:20         |
| 7.  | «Чувак в кайф»            | 4:37         |
| 8.  | «Мослы — во!»             | 3:18         |
| 9.  | «Зачем я полюбила идиота» | 2:18         |
| 10. | «Мода полёта»             | 2:44         |
| 11. | «Общепит»                 | 2:49         |
| 12. | «Париж-Таллинн»           | 2:17         |
| 13. | «Безымянный трек»         | 3:07         |

Все тексты написаны Антоном Соя, вся музыка написана Фёдором Лавровым.
| №   | Название         | Длительность |
| --- | ---------------- | ------------ |
| 14. | «Каждый человек» | 4:02         |
| 15. | «Долой гопоту!»  | 4:34         |

Композиции «Каждый человек» и «Долой гопоту!» изначально не были включены в альбом, но впоследствии вошли в качестве дописки к переизданию альбома «Бригадный подряд 1986», осуществленному в 2007 году фирмой грамзаписи «Никитин».